# Histoire du Territoire de Belfort
 (janvier 2016).
L'histoire du Territoire de Belfort, département français créé en 1922, est marquée par sa position dans la Trouée de Belfort, passage entre les deux grandes vallées du Rhin et du Rhône, chemin naturel des migrations et des invasions d'est en ouest.

## Préhistoire
À la fin de la dernière glaciation, il y a 8 à 10 000 ans, le paysage devait plutôt faire penser à la Sibérie actuelle. Plus tard, vers -4500 ans, l’homme néolithique est présent dans la région comme l'attestent les vestiges découverts à la fin du XIXe siècle dans les grottes de Cravanche, ancienne nécropole. Le matériel mis au jour lors des fouilles qui ont suivi la découverte de cette grotte est visible au Musée d'histoire et d'archéologie de la ville de Belfort.
D’autres sites néolithiques ont été étudiés autour de Belfort. Celui du Haut-du-Mont, tout proche de la grotte de Cravanche, semble avoir été un atelier de fabrication de haches en aphanite, vu le nombre d’éclats qui ont été mis au jour. Cette roche particulière n’existait pas sur place, la matière première venait de Plancher-les-Mines, près du col d'Auxelles, où des carrières de pélite-quartz ont été découvertes en 1989. Ce site, en bordure de plateau et fortifié, s’apparente à celui du col-du-Bramont qui se trouve de l’autre côté de la Savoureuse, sur la crête où se dresse la tour de la Miotte. Il s’agit là aussi d’un enclos protégeant un habitat et pouvant servir de parc à bétail.
Dans le sud du département, près de Beaucourt, le plateau de Grammont a été choisi par nos lointains ancêtres pour établir une enceinte fortifiée d’environ deux hectares dans laquelle ont été fouillées à la fin du XIXe siècle de nombreuses sépultures (coffres sous tumulus)

## La période gallo-romaine
Avant la conquête romaine, la partie est du Territoire de Belfort faisait partie de la Rauracie, le pays des Rauraques, dont le siège était à Augusta-Rauracorum (Augst, près de Bâle) puis à Bâle. Belfort et les autres localités (Giromagny, Chaux...) appartenaient à la Séquanie. En 58 av. J.-C., Arioviste et ses Germains, qui dominaient la région, furent battus en un lieu que les historiens ne parviennent pas à situer, malgré la description qu’en fait Jules César dans ses Commentaires sur la guerre des Gaules. Ce pourrait être d’ailleurs dans la plaine occupée par Belfort. Sous la domination romaine, la Trouée de Belfort, lieu de passage entre le bassin du Rhône et la vallée du Rhin, est traversée par deux voies romaines importantes. La plus au sud passe par Mandeure, Delle, Florimont en direction du Rhin, tandis que la plus au nord (Langres-Strasbourg) serpente au pied des Vosges. Des chemins secondaires quadrillent l’actuel Territoire de Belfort et l’un d’eux relie Mandeure, Bavilliers, Belfort, Offemont, Les Errues et rejoint la voie Langres-Strasbourg vers Rougemont-le-Château ou Leval.
Pendant la période des invasions (250-500) la région de Belfort vit s'installer de nombreux Germains de diverses origines comme le montre, entre autres, la toponymie : Francs, Vandales, Alamans, Burgondes. Ils se romanisent rapidement. Le sud de l’Alsace, espace frontière entre les royaumes burgonde et alaman ne connut guère la tranquillité avant que Charlemagne ne restaure l’ordre qui avait disparu avec l’Empire romain.

## Le Moyen Âge, entre France et Saint-Empire romain germanique
Lors de la dissolution de l'Empire carolingien entériné par le traité de Verdun en 843, Belfort échoit à Lothaire Ier et fait partie de la Francie médiane. Par le traité de Prüm en 855, la Francie médiane est à son tour dissoute et Belfort échoit cette fois-ci à Lothaire II en tant qu'extrémité Sud de la Lotharingie. Le traité de Meerssen en 870 entérine à son tour la dissolution de la Lotharingie et l'Alsace dont fait alors partie Belfort échoit à Louis II de Germanie puis son fils Louis III de Germanie. Le partage suivant est entériné par le traité de Ribemont en 880 où Charles III le Gros obtient, en récompense de son soutien à son frère Louis III de Germanie contre les héritiers de Louis II de France, des droits sur des terres vosgiennes aux confins de l'Alsace (dont Belfort) et une partie de la dignité régalienne en Lotharingie.
À la suite de la déchéance de Charles III le Gros, l'Alsace (dont Belfort) est intégrée au royaume de France jusqu'à ce qu'Henri l'Oiseleur, roi de Germanie, la reprenne en 923.

### Des comtés de Montbéliard et de Ferrette à l'affranchissement de la ville
En 1042, l'empereur germanique Conrad II le Salique fonde le comté de Montbéliard et le donne à son vassal Louis de Mousson et de Bar qui devient le premier comte de Montbéliard d'Altkirch et de Ferrette. À la mort de son fils Thierry Ier de Montbéliard en 1105, le comté de Montbéliard revient à Thierry II de Montbéliard et le comté de Ferrette et d'Altkirch à Frédéric Ier de Ferrette.
La trouée de Belfort est alors partagé entre comté de Montbéliard et comté de Ferrette. Les deux comtes ne s’entendent pas au mieux puisque Frédéric fit construire sur la hauteur de la Miotte le château de Montfort (dont la 'Pierre de la Miotte' serait l'ultime vestige) en face du château de Belfort-sur-la-Roche, propriété de Thierry.
Le traité de Grandvillars signé en 1226 et le mariage entre Thierry III de Montbéliard, fils aîné de Richard de Montbéliard, et Alix, fille de Frédéric Ier de Ferrette mit fin à la dispute et réunit à nouveau les comtés de Ferrette et de Montbéliard. Le château de Montfort fut dès lors abandonné.
Renaud de Bourgogne, comte de Montbéliard, cherche à préserver son indépendance vis-à-vis du Saint-Empire romain germanique et va jusqu’à se rallier au roi de France, Philippe le Bel. Il affranchit la ville de Montbéliard en mai 1283 puis la ville de Belfort en 1307 pour la même somme de 1 000 livres estèvenantes (monnaie de Besançon), payée par les bourgeois de la ville, afin de financer sa guerre contre l'Empereur Rodolphe Ier du Saint-Empire.
Au moment de l’affranchissement de la ville, en 1307, la seigneurie de Belfort comprenait trois districts découpés en mairies, chaque district possédant un tribunal qui rendait justice au nom du seigneur :
- Prévôté de Belfort : Bavilliers, Belfort, Botans, Buc, Cravanche, Offemont, Lagrange et Pérouse.
- L’Assise : Andelnans, une partie de Bessoncourt, Chévremont, Danjoutin, Dorans, Fontenelle, Leuppe, Moval, Petit-Croix, Sévenans et Trétudans.
- Prévôté d’Angeot : Angeot, Autrage, Eschêne, Larivière, Novillard, Rechotte, Saint-Cosme et Vauthiermont.

Au début du XIVe siècle, les six principales seigneuries sont : Belfort, Delle, Florimont, Montreux, Rougemont et la Seigneurie du Rosemont. Elles ne tardent pas à se regrouper. Delle s’agrandit de Florimont et de Montreux avant d’être rattachée, ainsi que le Rosemont, à Belfort. À la fin du siècle il ne reste plus que Rougemont et Belfort.

### La période autrichienne
Jeannette de Ferrette, la petite-fille de Renaud de Bourgogne, en se mariant en 1324 avec l’archiduc d’Autriche Albert II (comte de Habsbourg), apporta à la maison d’Autriche le domaine du Rosemont dont elle avait hérité. Belfort et son château constituaient alors un bastion marquant les limites de l’Empire germanique face à la Bourgogne et à la puissance française par la suite.
En 1425, le servage a pratiquement disparu mais en tant que « porte de Bourgogne » et terre autrichienne, le futur Territoire de Belfort eut encore à subir, au cours du XIVe siècle et XVe siècle, la peste de 1349, les méfaits des bandes de routiers (1365 à 1375) et d’Écorcheurs (1439 et 1444-1445), des Bourguignons (1424 à 1431), puis des confédérés suisses (1468).
En 1469, les Habsbourg et le Duché de Bourgogne concluent le traité de Saint-Omer qui mentionnent l’abandon des territoires de la Haute-Alsace (dont fait partie Belfort) et de la Forêt-Noire contre une certaine somme d’argent de la part des Bourguignons. Ce rattachement n'est que provisoire puisque la Haute-Alsace est racheté contre 76 000 florins par les villes de la "ligue Alémanique" (Berne, Bâle, Strasbourg, et Mulhouse au duc de Bourgogne Charles le Téméraire à l'occasion de la signature du "Traité de Basse-Union" le 4 avril 1474. Quelques mois plus tard éclate la guerre de Bourgogne qui précipite la fin de l'Empire bourguignon en 1477 et confirme la domination de la maison de Habsbourg sur Belfort et l'Alsace.

## Rattachement à la France
La Guerre de Trente Ans, qui dura ici de 1610 jusqu'au traité de Westphalie en 1648, fut une période de misère, de brigandage, d’épidémies (peste vers 1628) de mouvements de troupes diverses : Suédois, Français, Lorrains, Croates, Impériaux, Suédois de nouveau et enfin Français. Ces derniers n’en sont plus repartis.
Pendant la guerre de Trente Ans, en juin 1636, la ville de Belfort est prise par les Français. Le comte de la Suze, Louis II de Champagne, parti de Montbéliard, enlève la nuit, par un coup d'audace inouïe, les formidables fortifications. Suze nommé gouverneur de Belfort par Richelieu, est resté célèbre dans les annales locales par les instructions qu'il avait données au commandant de la garnison. Elles ne comportaient que trois mots : « Ne capitulez jamais ». La conquête est ratifiée par le traité de Westphalie de 1648.
Louis XIV fit don du fief du Rosemont au comte Gaspard de la Suze, fils du précédent puis, en 1659, au cardinal de Mazarin.
Louis XIV ordonne à Vauban de faire de Belfort et de sa région une place imprenable. Le grand ingénieur y déploie tout son génie et réalise sans doute là son chef-d'œuvre. En effet, grâce à ses fortifications, la ville de Belfort soutiendra, victorieusement, trois sièges commémorés par le monument de Bartholdi.
En 1792, lors de la confiscation des biens des émigrés, le propriétaire était Honoré-Maurice Grimaldi, comte de Valentinois.
La région de Belfort fut alors intégrée au département alsacien du Haut-Rhin, dont la préfecture était Colmar formant un district puis un arrondissement.
De 1791 à 1793, les 3 districts (Altkirch, Belfort et Colmar) du département du Haut-Rhin fournirent 6 bataillons de volontaires nationaux et 3 compagnies.

## Le Premier Empire
1813-1814 Depuis la fin de la guerre de Trente Ans, Belfort n'avait plus eu à subir de siège. Le reflux de la Grande Armée après la retraite de Russie fut suivi de l'arrivée devant Belfort d'une division autrichienne qui investit la place de Belfort commandée par le lieutenant-colonel Jean Legrand. La ville résista pendant 113 jours dans des conditions très éprouvantes pour les habitants.
Le retour de Napoléon de l'île d'Elbe provoqua à nouveau une levée de boucliers de la part des Alliés et en 1815 la région eut à subir une nouvelle invasion. Cette fois c'est le général Claude Jacques Lecourbe qui, en tant que commandant du 1er corps d'observation du Jura, dirigea la résistance. Arrivé à Belfort le 1er mai 1815, il commença par faire renforcer les défenses en avant des fortifications en faisant construire une ceinture de redoutes bien placées sur les hauteurs :
- La Miotte
- La Justice
- Les Perches
- Bellevue (route de Lyon)

complétées par d'autres défendant l'accès par les routes principales :
- Route de Paris (vers l'ouest, à l'entrée d'Essert)
- Route de Bâle, à Pérouse

Malgré une écrasante infériorité numérique, les troupes de Lecourbe défendirent le terrain pied à pied en s'appuyant sur la place de Belfort, organisée en camp retranché.
- à partir du 27 juin : affrontements à Dannemarie
- 29 juin : Foussemagne, Chavannes-sur-l'Étang, Bourogne, Sochaux
- 1er juillet : Sévenans, Chèvremont, Montbéliard, Roppe
- 4 juillet : Bavilliers, Giromagny, Chaux, Danjoutin, Pérouse, Offemont, Giromagny,
- 5 juillet : Essert

Le 22 juin, Napoléon avait abdiqué pour la seconde fois. Les Autrichiens, dont le but était atteint et mesurant les énormes sacrifices qui seraient nécessaires pour venir à bout des Français solidement retranchés, acceptèrent le 8 juillet de signer une suspension d'armes avec le général Lecourbe. Ce cessez-le-feu se transforma en armistice à Bavilliers le 11 juillet. Le 27 juillet, en militaire discipliné, le général Lecourbe faisait hisser le drapeau blanc de la Seconde Restauration.
Les aménagements défensifs de Lecourbe servirent de base aux travaux de fortification menés par François Nicolas Benoît Haxo dans les années qui suivirent et qui firent de Belfort un camp retranché redoutable. La ville est ceinturée de fortifications érigées pour la plupart à partir de 1871 et destinées à fermer la trouée de Belfort aux envahisseurs.

## XIXeetXXesiècles
Après la victoire des coalisés à la bataille de Waterloo (18 juin 1815), le département est occupé par les troupes autrichiennes de juin 1815 à novembre 1818 (voir occupation de la France à la fin du Premier Empire).
Le XIXe siècle voit la ville de Belfort se développer en tant que place militaire, et la construction de grands axes routiers et de chemins convergeant vers la ville. La ville est alors le chef-lieu d’un arrondissement du Haut-Rhin comprenant les villes de Cernay, Dannemarie, Delle, Giromagny, Masevaux, Saint-Amarin et Thann.
Pendant la guerre de 1870, la ville est assiégée par les Allemands. La garnison de 15 000 hommes du colonel Denfert-Rochereau tient tête aux 40 000 Prussiens durant 103 jours. En raison de cette résistance héroïque, et parce que l'arrondissement de Belfort était francophone, la moitié sud-ouest de l'arrondissement, soit 106 communes couvrant 609 km2 (avec Belfort, Delle et Giromagny, mais sans Cernay, Dannemarie, Masevaux, Saint-Amarin et Thann) n'est pas annexée par l'Allemagne, contrairement au reste du département du Haut-Rhin : les Allemands quittent la ville en 1873.
Le futur Territoire de Belfort prend après 1871 le nom d'« arrondissement subsistant du Haut-Rhin », et a donc un statut spécial qu'il conserve au-delà de la Première Guerre mondiale : il a alors à sa tête un administrateur faisant fonction de préfet et une commission départementale ayant les pouvoirs d'un conseil général, composée de 5 membres jusqu'en 1901 puis de 9 (4 à Belfort et 2 à Delle).
Après 1918, il n'est pas réintégré dans le Haut-Rhin et ne devient département à part entière qu’en 1922. Il prend alors le nom de « Territoire de Belfort », préféré aux dénominations de « Savoureuse » ou « Mont Terrible ».
Le 14 novembre 1944, la 1re Armée française, stoppée depuis deux mois devant le bouchon de Belfort, hérissé de défenses, déclenche l'offensive qui doit lui ouvrir la porte de la Haute Alsace et le chemin sur le Rhin.
Le fort du Salbert, au nord-ouest de la ville, barre la route. Le 19 novembre, une attaque est montée contre lui.
À la nuit, 1 500 hommes des Commandos d'Afrique, mitraillettes au poing, grenades à la ceinture, se glissent en file indienne dans la forêt du Salbert, supprimant silencieusement sur leur passage les postes de garde allemands.
Les fossés sont descendus à la corde, les remparts escaladés à l'aide d'échelles démontables. Après cinq heures de marche, sans avoir donné l'éveil à l'ennemi, la colonne surprend la garnison du fort et la maîtrise rapidement.
Le 20 novembre, au petit jour, dévalant les pentes du Salbert, les commandos, bientôt suivis des chars, pénètrent dans Belfort.
Après deux jours de combats de rues, Belfort est enfin libre, le 22 novembre 1944.